# Broken Bells
Broken Bells — американский инди-поп-дуэт, состоящий из вокалиста группы The Shins Джеймса Мерсера (англ. James Mercer, род. 26 декабря 1970) и продюсера, а также участника группы Gnarls Barkley Брайана Бёртона (англ. Brian Burton, род. 29 июля 1977), более известного под псевдонимом Danger Mouse.

## История
Будущие участники группы познакомились в 2004 году на фестивале Rockslide в Дании, но пока они не собирались работать вместе, так как у каждого был свой проект: у Джеймса — The Shins, а у Брайана — DANGERDOOM. В 2008 году Бёртон пригласил Мерсера записать песню "Insane Lullaby" для "Dark Night Of The Soul" — совместного альбома Danger Mouse и Sparklehorse. Позднее в том же году оба музыканта собрались вместе в домашней студии Бёртона для работы над музыкой Broken Bells.
Совместный проект Мерсера и Бёртона был анонсирован 29 сентября 2009 года. Дебютный альбом "Broken Bells" вышел 9 марта 2010 года на лейбле Columbia. Он достиг седьмой строчки в чарте Billboard 200, а также был тепло встречен критиками. Звучание записанного материала Брайан Бёртон определил как "Мелодичное, но экспериментальное". "Broken Bells" был номинирован на премию Грэмми в категории "Лучший альтернативный альбом", а Danger Mouse забрал награду за продюсирование дебютной работы группы.
29 марта 2011 года был выпущен мини-альбом "Meyrin Fields", состоявший из невошедших в "Broken Bells" песен.
14 февраля 2012 года в интервью радио KINK.FM Джеймс Мерсер заявил, что Broken Bells работают над вторым альбомом. Чуть позже Мерсер сообщил, что Broken Bells приступили к записи в ноябре 2012 года. 8 октября 2013 года Broken Bells анонсировали второй альбом "After the Disco", релиз которого состоялся 4 февраля 2014 года. В первую неделю продаж "After the Disco" разошелся тиражом 45 000 копий, что обеспечило ему попадание в чарт Billboard. Также в поддержку альбома был снят одноименный мини-фильм в двух частях с участием Антона Ельчина и Кейт Мары.
7 декабря 2018 года Broken Bells выпустили сингл "Shelter". 27 сентября 2019 года группа представила песню "Good Luck". Обе композиции войдут в третий студийный альбом.

## Участники

### Официальные участники
- Джеймс Мерсер – вокал, гитара, басс, клавишные
- Брайан Бёртон (Danger Mouse) – ударные, клавишные, басс, продюсирование

### Сессионные участники
- Ден Элкан – гитара, басс, клавишные, бэк-вокал
- Джон Сортланд – ударные, клавишные, басс, бэк-вокал

## Дискография

### Студийные альбомы
- Broken Bells (2010)
- After The Disco (2014)
- Into The Blue (2022)

### Мини-альбомы
- Meyrin Fields (2011)

### Синглы
- The High Road (2009)
- The Ghost Inside (2010)
- Vaporize (2010)
- Meyrin Fields (2010)
- Holding On for Life (2013)
- After the Disco (2014)
- Control (2014)
- It's That Talk Again (2015)
- Shelter (2018)
- Good Luck (2019)